# Делта-Джанкшен
Делта-Джанкшен (англ. Delta Junction) — місто в США, в окрузі Саутіст-Фейрбенкс штату Аляска. Населення — 918 осіб (2020).
Розташоване за 160 км на південь від міста Фербанкс недалеко від злиття річок Дельта і Танана.

## Географія
Місто Делта-Джанкшен розташовується в родючій долині річки Танани. Місто оточують три гірські ланцюги — Уайт-Маунтинс з півночі, Гранітні Гори з південного сходу, і Хребет Аляски з південного заходу, а річка Дельта із заходу. Численні корисні копалини знайдені близько Делта-Джанкшен — золото, молібден, вугілля. Особливість пейзажу — Купол Доннеллі. Цей купол був сформований на Аляскінському хребті льодовиком, який зрізав бічні боки колишньої гори.
Делта-Джанкшен розташована за координатами 64°3′37″ пн. ш. 145°41′37″ зх. д. / 64.06028° пн. ш. 145.69361° зх. д. (64.060263, -145.693529). За даними Бюро перепису населення США в 2010 році місто мало площу 43,57 км², уся площа — суходіл. В 2017 році площа становила 36,10 км², з яких 36,05 км² — суходіл та 0,05 км² — водойми.

### Клімат
| Клімат : Делта-Джанкшен                     | Клімат : Делта-Джанкшен | Клімат : Делта-Джанкшен | Клімат : Делта-Джанкшен | Клімат : Делта-Джанкшен | Клімат : Делта-Джанкшен | Клімат : Делта-Джанкшен | Клімат : Делта-Джанкшен | Клімат : Делта-Джанкшен | Клімат : Делта-Джанкшен | Клімат : Делта-Джанкшен | Клімат : Делта-Джанкшен | Клімат : Делта-Джанкшен | Клімат : Делта-Джанкшен |
| Показник                                    | Січ.                    | Лют.                    | Бер.                    | Квіт.                   | Трав.                   | Черв.                   | Лип.                    | Серп.                   | Вер.                    | Жовт.                   | Лист.                   | Груд.                   | Рік                     |
| Абсолютний максимум, °C                     | 12,2                    | 10,6                    | 14,4                    | 22,2                    | 32,2                    | 33,3                    | 32,8                    | 32,2                    | 26,1                    | 23,3                    | 11,1                    | 12,8                    | 33,3                    |
| Середній максимум, °C                       | −14,6                   | −10,6                   | −4,2                    | 5,7                     | 14,2                    | 19,6                    | 20,7                    | 17,6                    | 11,3                    | −0,7                    | −10,6                   | −13                     | 3,0                     |
| Середній мінімум, °C                        | −22,1                   | −19,5                   | −15,7                   | −5,4                    | 3,2                     | 8,9                     | 10,7                    | 7,7                     | 1,9                     | −8,1                    | −18                     | −20,2                   | −6,3                    |
| Абсолютний мінімум, °C                      | −57,8                   | −51,1                   | −45                     | −38,3                   | −18,3                   | −3,3                    | 0,0                     | −5,6                    | −18,9                   | −39,4                   | −43,9                   | −52,2                   | −57,8                   |
| Норма опадів, мм                            | 8                       | 7                       | 5                       | 6                       | 23                      | 59                      | 68                      | 48                      | 26                      | 20                      | 16                      | 10                      | 295                     |
| Днів з опадами                              | 5,6                     | 5,3                     | 3,5                     | 3,6                     | 7,5                     | 12,2                    | 14,3                    | 12,4                    | 8,8                     | 9,1                     | 8,0                     | 6,5                     | 96,8                    |
| Днів зі снігом                              | 6,6                     | 6,5                     | 4,6                     | 2,5                     | 0,4                     | 0                       | 0                       | 0                       | 1,5                     | 9,7                     | 10,0                    | 7,2                     | 49,0                    |
| ------------------------------------------- | ----------------------- | ----------------------- | ----------------------- | ----------------------- | ----------------------- | ----------------------- | ----------------------- | ----------------------- | ----------------------- | ----------------------- | ----------------------- | ----------------------- | ----------------------- |
| Джерело: NOAA (relative humidity 1961–1990) |                         |                         |                         |                         |                         |                         |                         |                         |                         |                         |                         |                         |                         |

## Демографія

### Перепис 2010

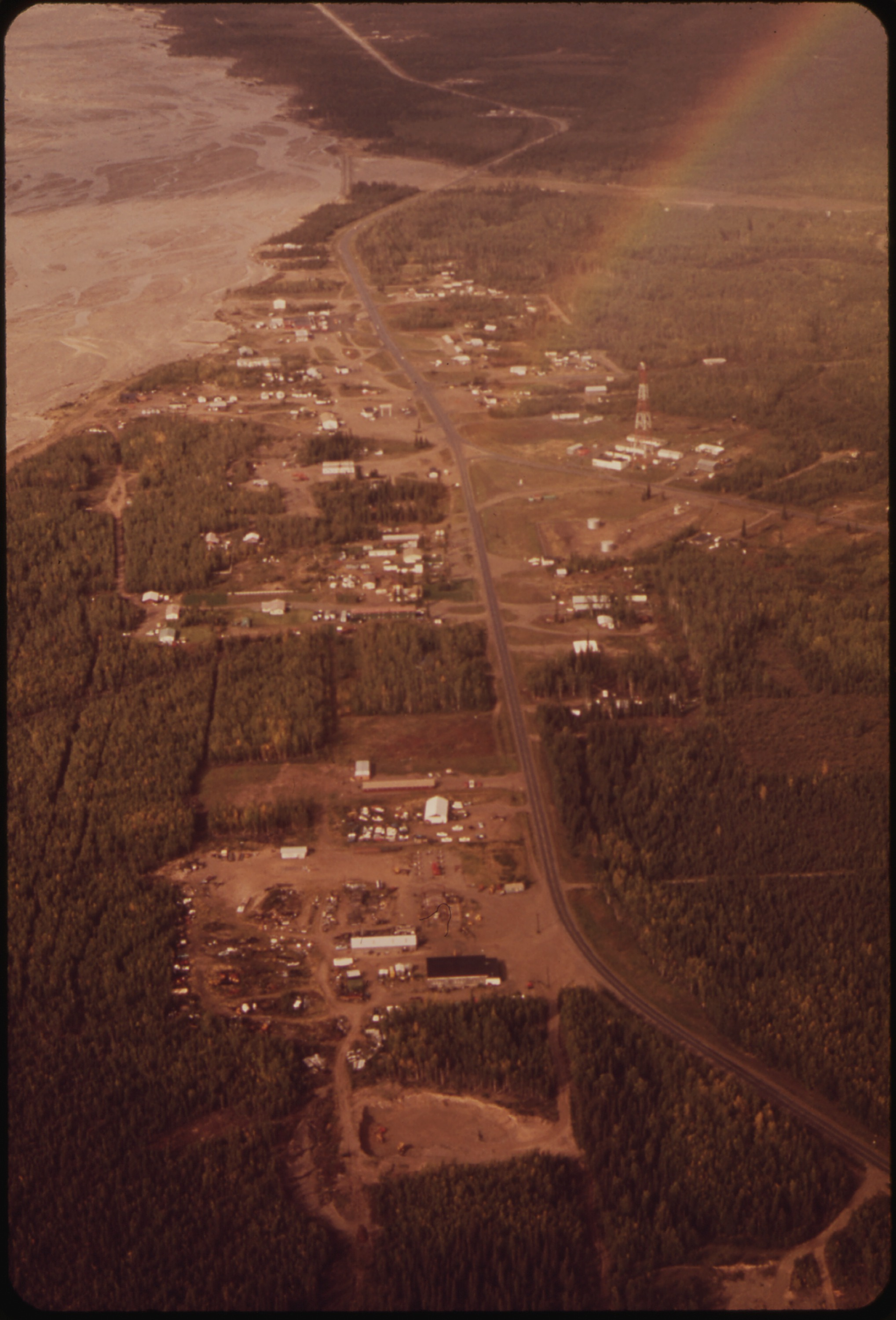
Місто у 1973 році

Згідно з переписом 2010 року, у місті мешкало 958 осіб у 377 домогосподарствах у складі 233 родин. Густота населення становила 22 особи/км². Було 517 помешкань (12/км²).
Расовий склад населення:
| - 88,1 % — білих - 3,2 % — корінних американців - 1,8 % — чорних або афроамериканців - 1,1 % — азіатів - 0,6 % — вихідців з тихоокеанських островів |

До двох чи більше рас належало 4,2 %. Частка іспаномовних становила 4,7 % від усіх жителів.
За віковим діапазоном населення розподілялося таким чином: 28,4 % — особи молодші 18 років, 62,9 % — особи у віці 18—64 років, 8,7 % — особи у віці 65 років та старші. Медіана віку мешканця становила 32,4 року. На 100 осіб жіночої статі у місті припадало 121,8 чоловіків; на 100 жінок у віці від 18 років та старших — 118,5 чоловіків також старших 18 років.
Середній дохід на одне домашнє господарство становив 81 798 доларів США (медіана — 72 500), а середній дохід на одну сім'ю — 92 183 долари (медіана — 78 125). За межею бідності перебувало 10,6 % осіб, у тому числі 12,6 % дітей у віці до 18 років та 11,9 % осіб у віці 65 років та старших.
Цивільне працевлаштоване населення становило 460 осіб. Основні галузі зайнятості: публічна адміністрація — 23,3 %, освіта, охорона здоров'я та соціальна допомога — 23,3 %, роздрібна торгівля — 11,7 %, будівництво — 10,7 %.

### Перепис 2000
За переписом 2000 року в Делта-Джанкшен було 312 домашніх господарств, 208 сімей, що проживають в місті, всього 840 чоловік. Щільність населення була 18,8 чоловік на квадратний кілометр. 91,43 % населення становили білі американці, 1,07 % афроамериканці, 4,05 % корінні американці, 0,95 % вихідців. Середній вік становив 36 років. За підсумками перепису 2005 видно зростання населення — воно стало 897 чоловік.
Делта-Джанкшен має найвищий відсоток мешканців які народилися в Україні (16,4 %) та навіть більший загальний відсоток осіб українського походження. Також, згідно з переписом 2000 року, 19,64 % від загальної чисельності населення і 31,10 % у віці 5-17 років використовують російську або українську, як рідну мову.